# Wendlandia budleioides
Wendlandia budleioides là một loài thực vật có hoa trong họ Thiến thảo. Loài này được Wall. ex Wight & Arn. miêu tả khoa học đầu tiên năm 1834.